# Мнение
Мнението е разсъждение, гледна точка или изявление по тема, по която е невъзможно да се достигне пълна обективност. То се базира на интерпретация на фактите и емоционално отношение към тях.
Мнението може да се отнася за проблеми, за които няма достигнати несъмнени изводи. То не подлежи на фактологична проверка, за разлика от факта, който може да бъде проверен и – в резултат на проверката – потвърден или опроверган.
За разлика от мнението, фактите могат да бъдат проверени или върху тях може да се постигне съгласие между експерти по темата. Пример за факт: „България е страна-член на Тристранния пакт“, а за мнение: „България правилно се е присъединила към Тристранния пакт.“
Мнението може да бъде подкрепено с факти и принципи и тогава то се нарича аргумент. Различни хора могат да стигнат до различни изводи (мнения), включително и диаметрално противоположни, дори и ако са съгласни за фактите, които използват, за да стигнат до тези мнения, дори и ако тези изводи се базират на едни и същи факти.
За разлика от фактите, които са неизменими, мненията могат да се променят под влияние на допълнителни аргументи. Когато се анализират аргументите, може да се стигне до извод, че едно мнение се подкрепя по-добре от фактите, отколкото друго.
В ежедневния разговор, мнението може да се подкрепя от гледната точка на човека, от неговите емоции, чувства, вяра, разбирания, желания и т.н. Мнението може да се основава на непотвърдена или фалшива информация. То може да се отнася и до недостоверна информация, за разлика от знанието и факта.